# Björkkronmal
Björkkronmal (Bucculatrix demaryella) är en fjärilsart som beskrevs av Philogène Auguste Joseph Duponchel. Björkkronmal ingår i släktet Bucculatrix och familjen kronmalar. Arten är reproducerande i Sverige. Inga underarter finns listade i Catalogue of Life.

## Bildgalleri

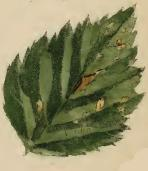
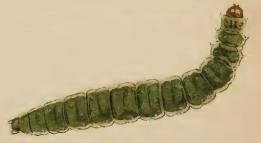